# San Mateo Mimiapan
San Mateo Mimiapan es la localidad número 17 en el municipio de Zacapala en el estado mexicano de Puebla.
Sus coordenadas geográficas son Longitud/Latitud 980927/183128 con una altitud de 1340 m con una población de 267
según el Conteo de Población y Vivienda 2005 del INEGI.